# Józef Szczęsny Turski

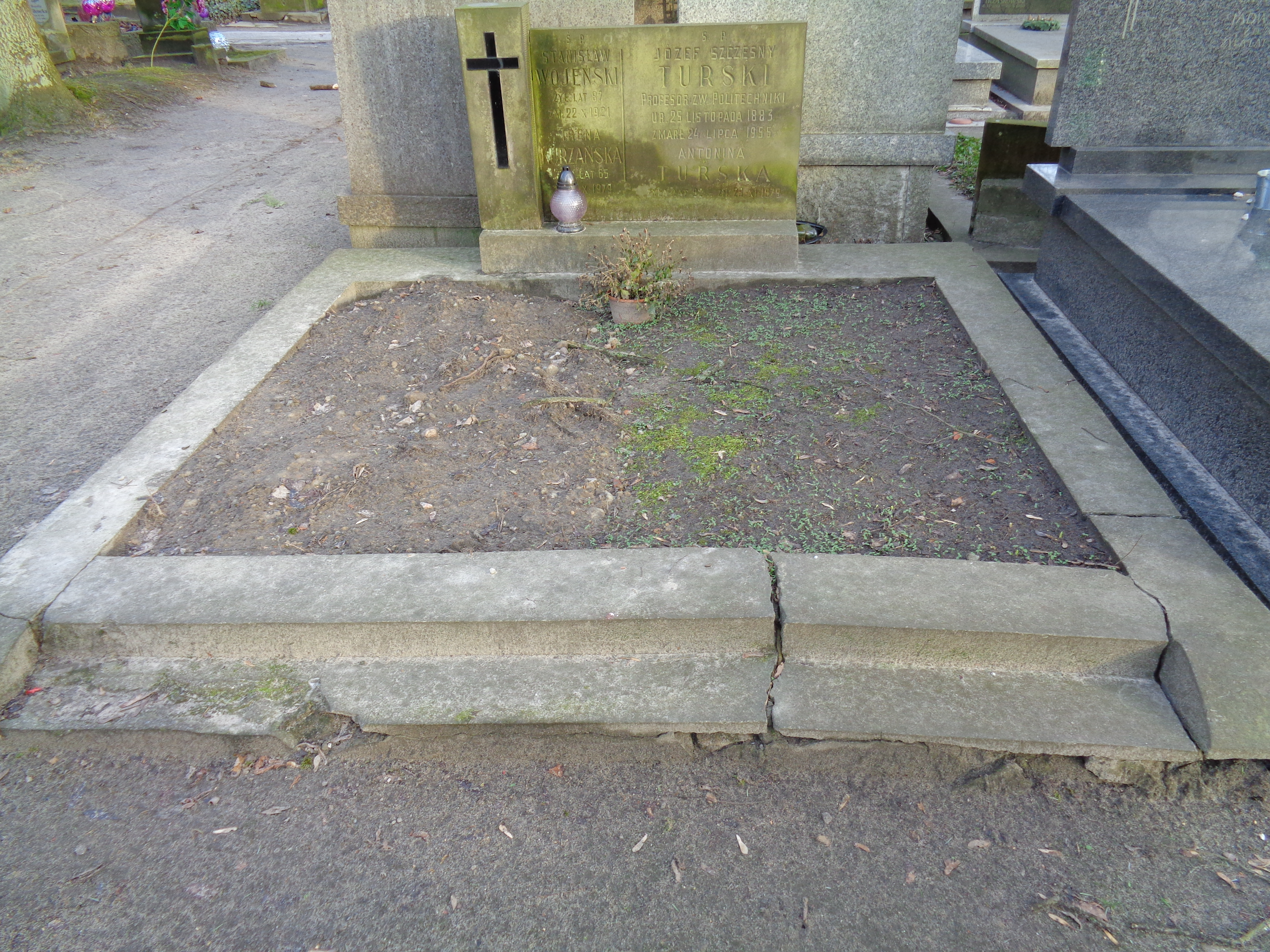
Grób Józefa Szczęsnego Turskiego na cmentarzu Powązkowskim

Józef Szczęsny Feliks Turski (ur. 25 listopada 1883 w Jeżowicach, zm. 24 lipca 1955 w Otwocku) – profesor nadzwyczajny Politechniki Warszawskiej, specjalista w zakresie technologii barwników.

## Życiorys
Urodził się w rodzinie Jana, powstańca styczniowego i zesłańca, i Mirosławy z domu Gliwicz. Wcześnie stracił rodziców i był wychowywany w domu siostry ojca. W wieku 16 lat podjął pracę jako robotnik w zakładzie włókienniczym w Łodzi. Równocześnie uczył się w Wyższej Szkole Rzemieślniczej. W 1902 uzyskał maturę i podjął studia na Wydziale Chemicznym Warszawskiego Instytutu Politechnicznego im. Cara Mikołaja II. Po zamknięciu uczelni przez władze carskie, w 1905 r. był współorganizatorem prywatnego polskiego gimnazjum męskiego im. inż. Jacobsona w Piotrkowie, w którym pracował na stanowisku nauczyciela matematyki i chemii.
W celu kontynuowania nauki w 1907 r. wyjechał za granicę, początkowo studiował w Technische Hochschulew Monachium (1908 r.), a następnie w latach 1909–1911 w Deutsche Technische Hochschule w Pradze, gdzie otrzymał dyplom inżyniera chemika. W 1910 r. rozpoczął pracę jako asystent światowego specjalisty w zakresie barwników – prof. G. Georgevicsa. Współpraca ta zaowocowała wynalezieniem w latach 1911–1912 metody otrzymywania formaliny i hydrosulfitu z mrówczanów i kwaśnego siarczanu sodowego. Równocześnie samodzielnie odkrył reakcję aminowania związków aromatycznych hydroksyloaminą. W związku z tymi osiągnięciami niemiecka firma Bayer w Elberfeld zaproponowała mu współpracę. W 1915 r. objął stanowisko dyrektora technicznego, a następnie dyrektora naczelnego koncernu „Ruskokraska” w Rosji.
W czasie I wojny światowej został pomysłodawcą wykorzystania techniki białych dymów dla osłony manewrów wojskowych. Metodę tę wykorzystywały wszystkie walczące wówczas armie.
W 1919 r. po powrocie do kraju zaczął kierować odbudową fabryki „Boruta” w Zgierzu, a następnie zakładów chemicznych w Zawierciu. W roku 1921 objął stanowisko wykładowcy technologii barwników na Wydziale Chemicznym Politechniki Warszawskiej. W 1924 r. uzyskał tytuł profesora nadzwyczajnego, a w 1936 r. profesora zwyczajnego.
W czasie II wojny światowej wyemigrował do Francji, a następnie do Anglii. Po powrocie do kraju w 1946 r. wznowił działalność naukową i dydaktyczną w Politechnice Warszawskiej.
Od 15 sierpnia 1912 r. był mężem Antoniny (zm. 1979), z którą miał syna (zm. 1923).
Zmarł w 1955 r. w Otwocku, pochowany na cmentarzu Powązkowskim w Warszawie (kwatera 97-4-1,2).

## Stanowiska
- nauczyciel matematyki i chemii w gimnazjum męskim w Piotrkowie
- 1910 r. asystent prof. G. Georgevicsa
- chemik przy produkcji barwników w firmie Bayer
- 1915 r. dyrektor techniczny, dyrektor naczelny koncernu „Ruskokraska” w Rosji
- kierownik odbudowy fabryki „Boruta” w Zgierzu oraz zakładów chemicznych w Zawierciu
- 1921 r. wykładowca technologii barwników na Wydziale Chemicznym Politechniki Warszawskiej
- 1946 r. dydaktyk Politechniki Warszawskiej[1][2]

## Publikacje
- Barwniki azotowe (Warszawa 1950)
- Barwienie barwnikami bezpośrednimi - współautor (Warszawa 1952)
- Barwniki kadziowe. Indygo i indygoidy. Chemia stosowana (Warszawa 1953)
- Barwienie i drukowanie barwnikami siarkowymi - współautor (Warszawa 1954)
- Barwienie i drukowanie barwnikami kwasowymi i kwasochromowymi (Warszawa 1956)

## Ordery i odznaczenia
- Złoty Krzyż Zasługi (19 marca 1935)[6]
- Medal 10-lecia Polski Ludowej (19 stycznia 1955)[7]

## Nagrody, wyróżnienia
- W 1952 r. za całokształt działalności naukowej otrzymał Nagrodę Państwową I stopnia[1].